# Sam Sparro
Samuel Falson (n. 8 noiembrie 1982 în Sydney), mai bine cunoscut sub numele de scenă Sam Sparro, este un cântăreț, textier și producător australian. Are un contract cu casa de discuri Island Records. Este cunoscut pentru piesa Black and Gold. În anul 2008 a fost nominalizat la cinci premii ARIA.

## Discografie
- Sam Sparro (2008)
- Return to Paradise (2012)